# Сила движения растений
«Сила движения растений» (англ. The Power of Movement in Plants) — книга Чарльза Дарвина о фототропизме и других типах движения растений, продолжающая работу по сбору доказательств его теории естественного отбора. Поскольку это была одна из последних книг Дарвина, за которой последовала только публикация «Формирование растительной плесени под действием червей», в проведении необходимых экспериментов и подготовке рукописи ему помогал его сын Фрэнсис. «Сила движения растений» была опубликована 6 ноября 1880, и издатель Джон Мюррей быстро распродал 1500 экземпляров.

## История создания
Книга является кульминацией длинного пути изучения растений, и ей непосредственно предшествует «Различные формы цветков на растениях одного вида» (1877) (cм. библиографию). Эти исследования растений были впервые отражены в «О различных приспособлениях, с помощью которых британские и иностранные орхидеи оплодотворяются насекомыми» (1862), публикации, которая сразу последовала за «Происхождением видов путем естественного отбора».
Чарльз Дарвин написал это произведение в соавторстве со своим сыном Фрэнсисом (который специализировался на ботанике) и своим преданным Джорджем Романесом, который помогал в редактуре. Работа была серьёзно начата в конце 1877, после того как написание о вьющихся растениях (1875) и насекомоядных растениях (1875) пробудило его интерес к предмету. Временами Дарвин отчаивался когда-либо закончить работу, поскольку книга переросла его первоначальные ожидания:
|  | Я написал довольно большую книгу — жаль больше — о движениях растений, и теперь только начинаю второй раз перечитывать рукопись, что ужасно скучно.Дарвин Эйсу Грею, 24 октября 1879 |

Когда книга близилась к завершению, он резюмировал лежащую в её основе точку зрения:
|  | Моя рукопись относится к движениям растений, и я думаю, что мне удалось показать, что все более важные большие классы движений происходят из-за изменения вида движения, общего для всех частей всех растений с их ранней юности.Дарвин Декандолю, 28 мая 1880 |

## Содержание
Работа посвящена тому, как растения реагируют на внешние раздражители, и исследует эти процессы у отдельных растений, чтобы понять некоторые общие принципы, регулирующие их рост и жизнь. Она продолжает работу Дарвина по выяснению того, как работает естественный отбор и, в частности, как растения адаптировались к различным средам, и в то же время отвечает на некоторые возражения его времени, что эволюция не может объяснить изменения в поведенческих реакциях. В своих выводах Дарвин представляет ключевые особенности растений с точки зрения эволюции, указывая на то, что постепенная модификация этих процессов в ответ на естественные силы отбора, такие как свет и вода, может обеспечить широкие возможности адаптации.
Процесс, который создает круговое или эллиптическое движение стебля и кончиков растений (нутации), был определён как важный процесс, позволяющий растениям развиваться и адаптироваться практически к любой среде на планете. Дарвин также обратил внимание на сходство между животными и растениями, например на чувствительность к осязанию (тигмотропизм), светочувствительность (фототропизм) и гравитацию (геотропизм). Дарвин использовал различные методы исследования: обычно ставил строгие контролируемые эксперименты, которые ясно объяснялись в тексте, сообщал о результатах, а затем делал общие выводы. Изучение никтинастии было особенно обременительным как для остальных Дарвина, так и для растений:
|  | Я думаю, мы доказали, что сон растений должен уменьшить повреждение листьев от радиации. Меня это очень заинтересовало и стоило нам большого труда, так как это было проблемой со времен Линнея. Но мы убили или сильно повредили множество растенийДарвин Джозефу Долтону Гукеру, 25 марта 1878 |

### Структура
Книга разделена на следующие главы, каждая из которых описывает типы движений на основе конкретных экспериментов Дарвина и их результатов.
- Глава 1: Циркуляционные движения сенцев растений
- Глава 2: Общие соображения о перемещениях и росте рассады
- Глава 3: Чувствительность верхушки корешка к контакту и другим раздражителям
- Глава 4: Круговые движения отдельных частей взрослых растений.
- Глава 5: Модифицированная циркуляция: вьющиеся растения; эпинастические и гипонастические движения
- Глава 6: Модифицированная циркуляция: сон или никтотропные движения, их использование: сон семядолей
- Глава 7: Модифицированная циркуляция: никтотропные или сонные движения листьев
- Глава 8: Модифицированная циркуляция: движения, возбуждаемые светом
- Глава 9: Чувствительность растений к свету: его передающиеся эффекты
- Глава 10: Модифицированная циркуляция: движения, возбуждаемые гравитацией
- Глава 11: Локальная чувствительность к гравитации и её передающиеся эффекты
- Глава 12: Резюме и заключительные замечания

## Критика и влияние
По словам сына Дарвина Фрэнсиса, книга «получила широкий отклик и вызвала большой интерес у широкой публики». Передовая статья в London Times от 20 ноября 1880 содержала заметки от знакомых и друзей. Книга получила критическую оценку со стороны ботаника доктора Юлиуса Визнера из Венского университета.
В предисловии к изданию Da Capo Press Edition оригинальной книги Барбара Гиллеспи Пикард (Q114176012) утверждает, что «если бы его попросили выбрать научный отчёт, который наиболее четко знаменует собой начало современного изучения роста растений, очень многие ботаники выбрали бы книгу Чарльза Дарвина „Сила движения растений“». Здесь она рассматривает влияние методов Дарвина на более поздние исследования Бойсена-Йенсана, Фрица Вента и других, которые в конечном итоге привели к открытию ауксина в качестве принципа роста, и отмечает, что Дарвин впервые применил колеоптиль (который во времена Дарвина назывался семядоли) в исследованиях роста растений.